# Gemeente in Hongarije

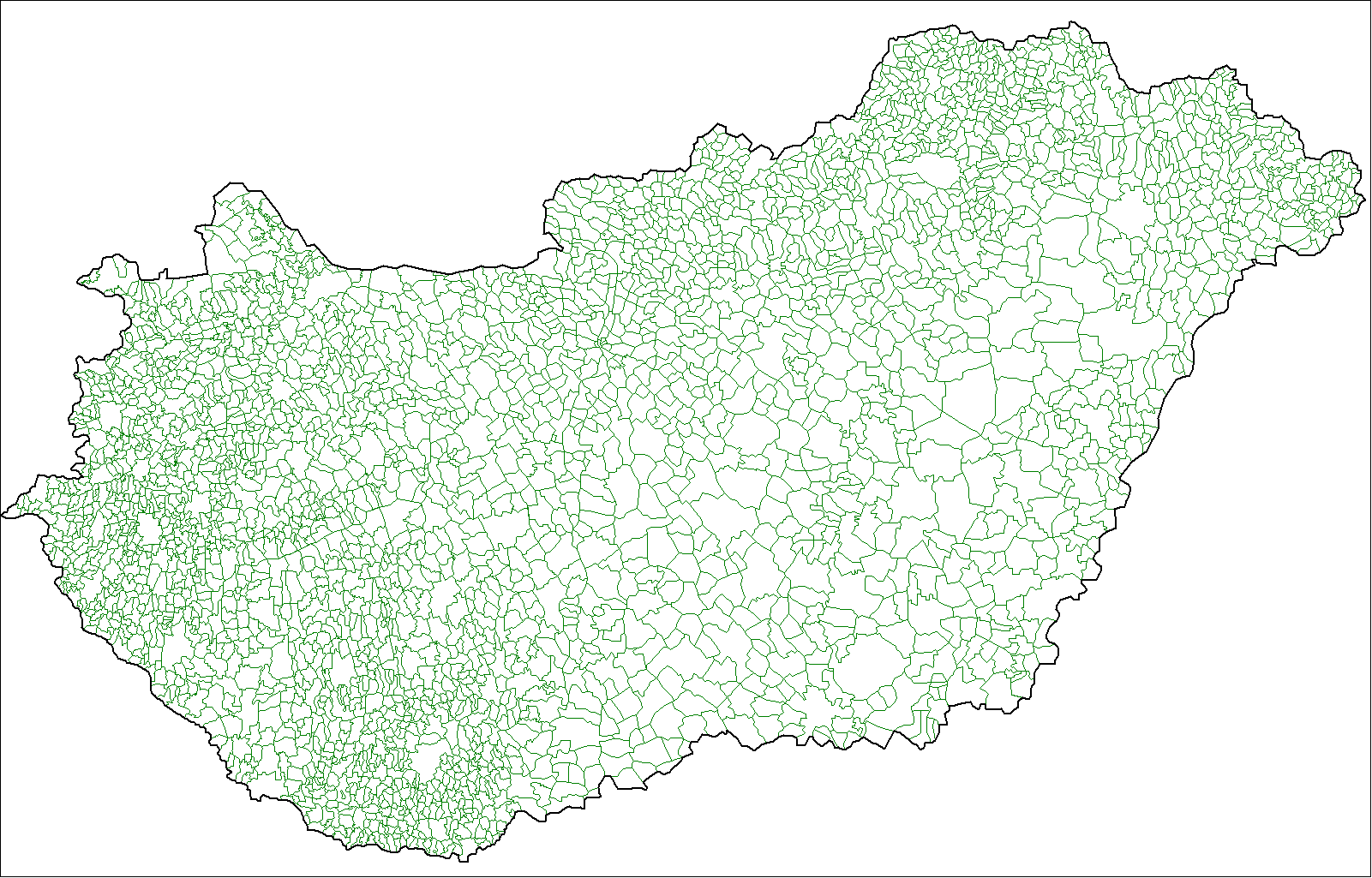
Grenzen van de gemeenten

De Hongaarse gemeente is een bestuurlijke laag in Hongarije, onder de comitaten en Kistérség.
Hongarije telt 3152 gemeenten (2008), waarvan 306 steden (Hongaars: város, meervoud: városok) en 2854 gemeenschappen of dorpen (Hongaars: község, meervoud: községek). De grootste stad is de hoofdstad Boedapest, de kleinste stad is Pálháza met 1000 inwoners (2012). Het grootste dorp is Erdőkertes (7 772 inwoners, 2012). Er zijn meer dan 100 dorpen met minder dan 100 inwoners, de kleinste tellen minder dan 9 inwoners (Iborfia, 2012).
In Hongarije bestaat een község, vroeger Kisközség genoemd (Nederlands: kleine gemeenschap) altijd uit één dorp. Voor 1876 werden ze Falu genoemd, wat "dorp" betekent. Tussen 1950-1989 waren er wel gemeenschappen die uit meerdere dorpen bestonden. Deze dorpen werden zelfstandig na 1989.
De term nagyközség dateert uit 1876, en staat voor 'grote gemeenschap'. Nagyközség bestaat niet meer als officiële categorie. De aanduiding wordt nog wel gebruikt maar heeft voor de plaats geen meerwaarde ten opzichte van község.